# Joseph Deibel

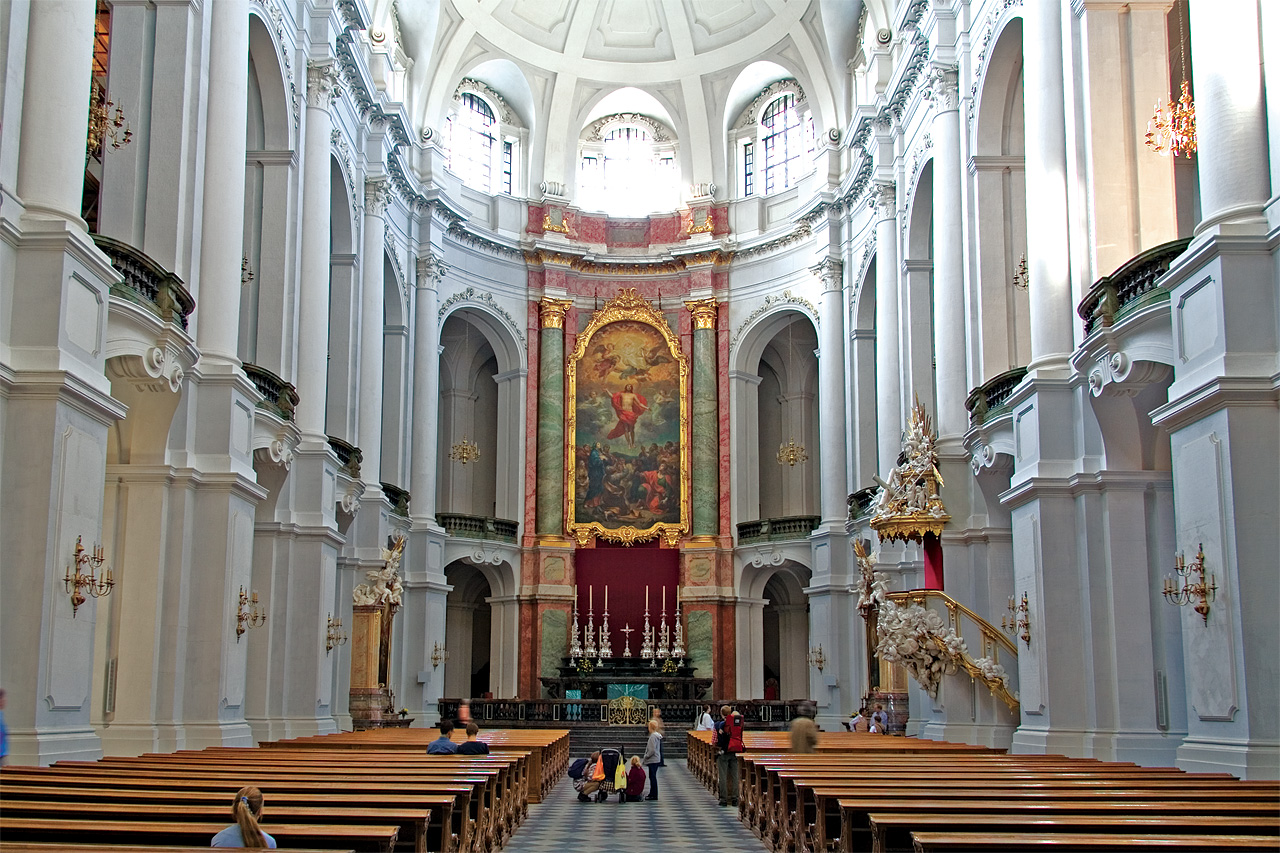
Innenansicht der Hofkirche
Altarbilder mit Rahmen von Joseph Deibel

Joseph Deibel (* 18. Mai 1716 in Gräfendorf bei Graz; † 1793 in Dresden; auch Joseph Deubel) war Holzbildhauer am Dresdner Hof. Er machte seine Lehre als Schreiner in Hartenberg. Auf seiner Gesellenwanderung macht er in München halt und erlernte vier Jahre lang beim kurfürstlichen Hofbildhauer Matthias Kugler das Bildhauerhandwerk. Joseph Deibel folgte dann seinem Meister Kugler nach Dresden, der 1741 mit der bayerischen Prinzessin Maria Antonia von Bayern nach Dresden gegangen war, wo sie den sächsischen Kurprinzen Friedrich Christian heiratete. Bekannt wurde er in Dresden als Holzbildhauer durch seine prächtige zweiflüglige Rokoko-Eingangstür für das Palais Brühl, welches von seinem Münchener Meister Johann Christoph Knöffel gebaut worden war. Zwei Jahre später arbeitete Deibel in Berlin in der Werkstatt von Johann August Nahl dem Älteren und war als Holzbildhauer an der Innenausstattung der Berliner Oper und am Schloss Charlottenburg beteiligt. 1745 kehrte er nach Dresden zurück.
1752 wurde er zum Hofgaleriebildhauer ernannt. Er gilt als der bedeutendste Vertreter der Rokokodekoration in Dresden. Deibel schuf die Innenausstattung des Kurländer Palais, des Dresdner Prinz-Max-Palais und gemeinsam mit Johann Joseph Hackl die Innenausstattung der Katholischen Hofkirche, dort unter anderem den riesigen Rahmen des Altargemäldes. Für die Gemäldegalerie schuf er über 400 Bilderrahmen, unter anderem den Rahmen für Das Schokoladenmädchen.